# Volkssturmgewehr

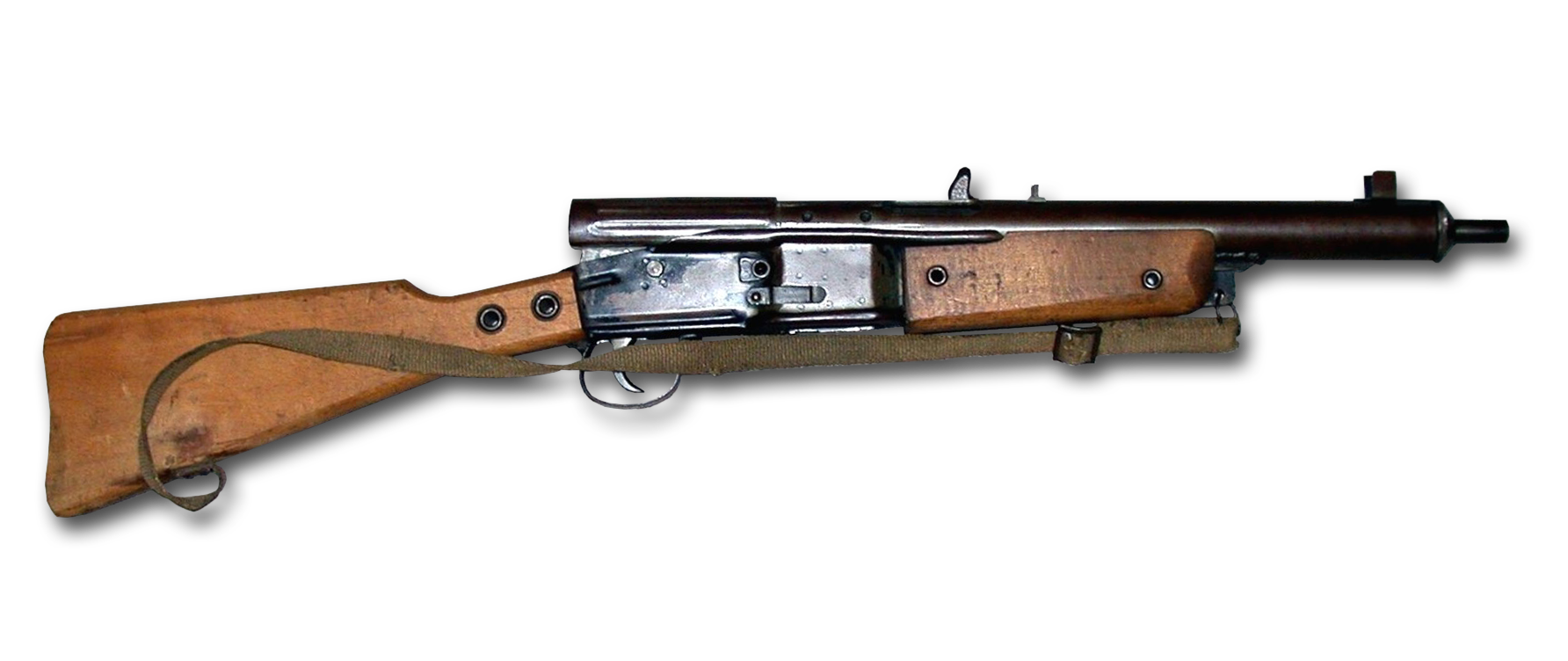
Volkssturm Gewehr VG 1-5

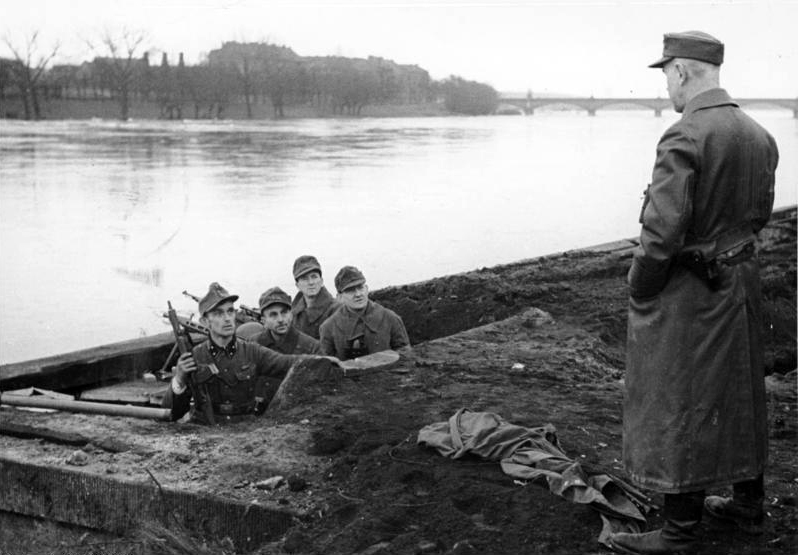
Volkssturmmänner an der Oder, der Soldat ganz links trägt ein Volkssturmgewehr VG 1-5.

Als Volkssturmgewehr oder Volksgewehr werden mehrere Waffen aus dem Zweiten Weltkrieg bezeichnet, die von der deutschen Wehrmacht in der Endphase des Krieges zur Ausrüstung des Volkssturmes beschafft wurden.

## Geschichte

### Entwicklung
Nachdem am 18. Oktober 1944 der Volkssturm gebildet worden war und damit alle waffenfähigen Männer im Alter von 16 bis 60 Jahren wehrdienstpflichtig wurden, stellte sich heraus, dass sie auf keinen Fall mit Waffen aus der laufenden Produktion ausgerüstet werden konnten, da diese nicht einmal annähernd für die Wehrmacht ausreichten. Im Herbst 1944 betrug der monatliche Verlust an Karabinern 98k 300.000 Stück, wobei lediglich 200.000 gefertigt werden konnten. Die Wehrmachtsführung war nicht bereit, den Volkssturm auch noch auszurüsten. Allerdings waren im September 35.000 Karabiner aus der laufenden Fertigung „verschwunden“ – und illegal dem Volkssturm zugeführt worden.
Zunächst wurden Beutewaffen ausgegeben. Diese reichten aber nicht aus, auch konnte keine Munition nachgeführt werden und so wurde die Konstruktion von neuen Waffen geplant. SS-Standartenführer Purucker vom Heereswaffenamt (HWA) erhielt den Auftrag, sich um ein Programm für ein möglichst billiges und schnell zu fertigendes Gewehr zu kümmern. Es sollte aus leicht herzustellenden Teilen bestehen, ohne Schmiedeteile oder Tiefziehblech auskommen. Die Unternehmen Appel in Berlin-Spandau, die Bergmann KG in Velten, Gustloff Werke in Suhl, Walther-Werke in Zella-Mehlis (bzw. im KZ Neuengamme), Deutsche Industriewerke in Berlin und die Röchling-Werke in Wetzlar reichten Entwürfe ein. Hitler genehmigte am 5. November 1944 das Modell der Deutschen Industriewerke.
Für die Fertigung sollten vorhandene Luftwaffen- und Heeresgewehrläufe sowie vorhandene Gewehr-43-Magazine verwendet werden. Bereits für den Monat Dezember 1944 rechnete Hitler mit der Fertigung von 100.000 Gewehren. Die Bezirksbeauftragten wurden aber erst am 8. Dezember 1944 vom Vorsitzenden das Hauptausschusses „Waffen“ beim Reichsminister für Waffen und Kriegsproduktion zusammengerufen und über die Modalitäten zur Fertigung des Volksturmgewehrs unterrichtet. Die Fertigung sollte dezentral erfolgen. In jedem Gau wurde ein Leitunternehmen als Hauptauftragnehmer bestimmt, das für die Subunternehmer verantwortlich war. Ein „Stab Volkssturmbewaffnung“ beim jeweiligen Gauleiter sollte bei der Materialbeschaffung unterstützend wirken. Je nach den technischen Möglichkeiten wurden von jedem Gau pro Monat zwischen 3.000 und 4.000 Gewehre erwartet, sodass man von monatlichen Gesamtzahl von zwischen 100.000 und 150.000 Gewehren ausging.
Das entwickelnde Unternehmen Carl Walther in Zella-Mehlis war Sitz des Arbeitsausschusses Volksgewehr, verantwortlich für alle Konstruktions- und Fertigungseinzelheiten.

### Produktion
Um die Produktion verzögerungsfrei anlaufen zu lassen, sollten zunächst alle irgendwie vorhandenen Gewehrläufe verwendet werden – Maschinengewehrläufe sollten außen abgedreht werden und so die notwendige Form erhalten. Die Fertigung der Automatenteile wurde auf Rheinmetall in Düsseldorf, die Astrawerke in Chemnitz und die Metallwerke Neuengamme übertragen. Als mögliche monatliche Fertigungszahlen stellten ab Februar (bei genügend vorhandenem Material) in Aussicht:
- Walther-Werke: 100.000 Gewehre
- Steyr-Werke: 15.000 Gewehre
- Rheinmetall-Borsig: 25.000 Gewehre

Nach dem Verbrauch der vorhandenen Läufe würden neue Tieflochbohrmaschinen benötigt werden, deren Inbetriebnahme jedoch nicht vor Mai/Juni möglich war. Damit war klar, dass vorerst nur die vorhandenen Läufe würden verwendet werden können.
Um das vorgegebene Ziel erreichen zu können, stellte der Chef des Nachschubwesens im Wehrmachtsführungsstab aus Luftwaffenbeständen 245.000 Maschinengewehrläufe der Typen MG 15, MG 17 und MG 81 und später weitere sonstige 180.000 Reserveläufe zur Verfügung. Diese sollten nach den Planungen für das Volkssturmgewehr umgearbeitet werden.
Durch die alliierten Bombenangriffe wurden Produktionsstätten und Verkehrswege zerstört; die angestrebte Fertigung von monatlich 100.000 Gewehren blieb daher eine Utopie. Die (nicht überprüfbaren) amtlichen Angaben meldeten eine produzierte Menge von 8.400 Gewehren im Januar, 19.900 Gewehren im Februar und im März 1945 24.700 Gewehren. Für die Zeit danach gibt es keine Angaben mehr.

## Varianten

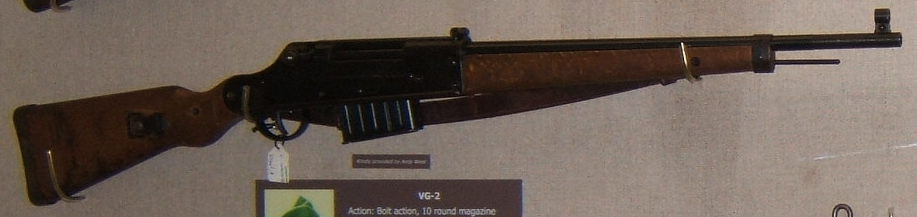
VG 2

Es wurden folgende Waffen entwickelt und ausgegeben:
- VG 1, Kaliber 7,92 × 57 mm, Originalhersteller C. G. Haenel, Suhl[2]
- VG 1-5, Kaliber 7,92 × 33 mm. Diese Waffe ist bekannt unter den amtlichen Bezeichnungen Volkssturmgewehr Spezial,[3] aber auch Volksgewehr, VG 1-5 oder VG-45. Es hat einen durch Gasdruck verzögerten Masseverschluss.[4]
- VG 2 (Spreewerk Berlin)
- Volkskarabiner 98, ein stark fertigungsvereinfachtes Mauser Modell 98 (hergestellt nur von Steyr mit dem Code „bnz“)

Die Volkssturmgewehre 1 und 2 sowie die Volkskarabiner konnten bei Bedarf mit einem Krummlauf ausgestattet werden.
Weiterhin wurde in Zusammenarbeit mehrerer Hersteller die Volksmaschinenpistole MP 3008, ein Nachbau der britischen Sten Gun, hergestellt. Von den bestellten 1 Mio. Stück wurden nach amerikanischen Angaben maximal 3500 montiert, ob sie noch ausgegeben wurden, ist nicht bekannt.
Außerdem wurden von verschiedenen Unternehmen Sturmgewehre zur Erprobung entwickelt, von denen nur das VG 1-5 der Gustloff Werke in Serie ging.